# Іллінка (Ровеньківський район)
Іллі́нка — село в Україні, в Антрацитівській міській громаді Ровеньківського району Луганської області. Населення становить 26 осіб. Орган місцевого самоврядування — Рафайлівська сільська рада.

## Населення
За даними перепису 2001 року населення села становило 26 осіб, з них 88,46% зазначили рідною українську мову, 7,69% — російську, а 3,85% — іншу.

### Мова
Розподіл населення за рідною мовою за даними перепису 2001 року:
| Мова       | Кількість | Відсоток |
| ---------- | --------- | -------- |
| українська | 23        | 88.46%   |
| російська  | 2         | 7.69%    |
| румунська  | 1         | 3.85%    |
| Усього     | 26        | 100%     |